# Instituto Nacional de Ciência da Descoberta
O Instituto Nacional de Ciência da Descoberta (NIDSci) foi uma organização de pesquisa financiada pela iniciativa privada com sede em Las Vegas, Nevada, EUA, que funcionou de 1995 a 2004. Foi fundada em 1995 pelo desenvolvedor imobiliário Robert Bigelow, que o criou para pesquisar e promover estudos sérios de várias ciências marginais e tópicos paranormais, principalmente a ufologia. O vice-administrador Colm Kelleher foi citado por dizer que a organização não foi projetada para estudar apenas OVNIs. "Nós não estudamos alienígenas, estudamos anomalias. Eles são a mesma coisa na mente de muitas pessoas, mas não para nós." O NIDSci foi dissolvido em outubro de 2004.

## História
O Instituto Nacional de Ciência da Descoberta, também conhecido como NIDS, foi fundado por Robert Bigelow, servindo como uma maneira de canalizar fundos para o estudo científico de fenômenos paranormais. O NIDS realizou pesquisas na área de mutilação bovina e relatos de triângulos negros.
O NIDSci comprou o Skinwalker Ranch depois que o jornalista George Knapp escreveu sobre ele pela primeira vez em 1996, e o administrador adjunto Colm Kelleher liderou a investigação por vários anos.
Uma linha direta foi criada em 1999 para receber relatórios de ocorrências estranhas. Mais de 5.000 ligações e e-mails foram recebidos pela organização. Oficiais dizem que muitos foram explicados como lançamentos de mísseis e meteoros em queda.